# جون كوردوبا (لاعب كرة قدم)
جون كوردوبا (بالإسبانية: John Córdoba) (10 فبراير 1987 في كولومبيا - ) هو لاعب كرة قدم كولومبي في مركز الهجوم. لعب مع أمريكا دي كالي ونادي بوليفار ونادي زامورا وديبورتيفو لارا وديبورتيفو ميراندا وTrujillanos F.C. ‏ وShuvalan FK ‏ وC.D. Suchitepéquez ‏ وكوكوتا ديبورتيفو ‏.

## وصلات خارجية
- جون كوردوبا (لاعب كرة قدم) على موقع قاعدة بيانات كرة القدم.إي يو (الإنجليزية)
- جون كوردوبا (لاعب كرة قدم) على موقع Soccerway.com (الإنجليزية)